# Albert O. Hirschman

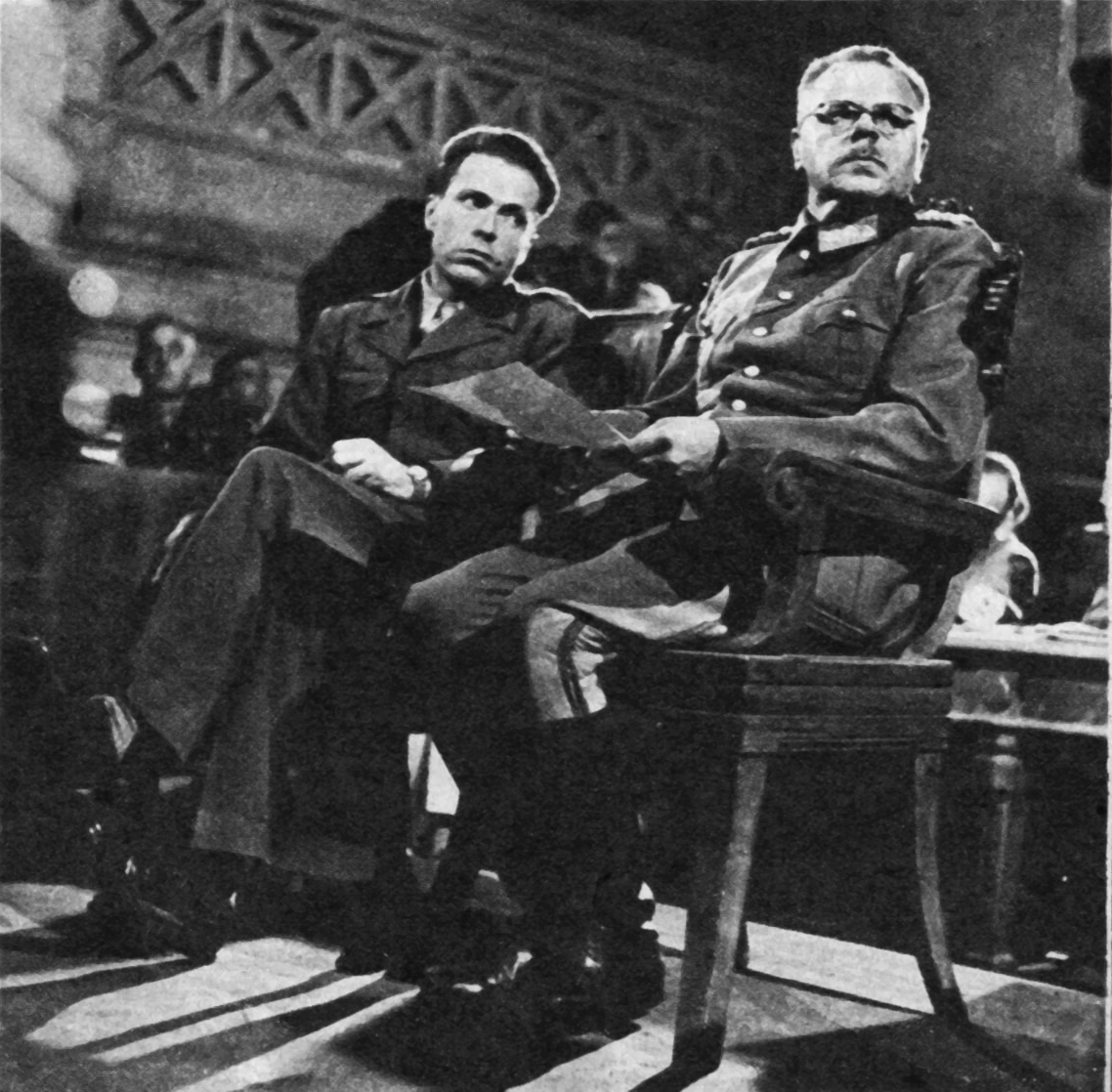
Hirschman (links) als Übersetzer für den Wehrmachtsgeneral Anton Dostler (1945)

Albert Otto Hirschman (* 7. April 1915 in Berlin als Otto-Albert Hirschmann; † 10. Dezember 2012 im Ewing Township, New Jersey) war ein US-amerikanischer Volkswirt und Sozialwissenschaftler deutscher Herkunft.

## Leben
Otto-Albert Hirschmann stammte aus einer bildungsbürgerlichen säkularisierten jüdischen Familie. Seine Schwester Ursula Hirschmann wurde die Ehefrau von Eugenio Colorni und später von Altiero Spinelli. Nach dem Abitur am Französischen Gymnasium Berlin begann er im Jahr 1932 das Studium der Wirtschaftswissenschaften an der Friedrich-Wilhelms-Universität. Während der Weimarer Republik war Hirschmann Mitglied der Sozialistischen Arbeiter-Jugend. Im April 1933, kurz nach der Machtergreifung durch die Nationalsozialisten flüchtete Hirschmann aus Deutschland. Er zog zunächst nach Paris, wo er sein Studium an der Sorbonne und der École des hautes études commerciales de Paris fortsetzte. Mit seinem Pariser Abschlussdiplom studierte er an der London School of Economics weiter.
Im spanischen Bürgerkrieg kämpfte Hirschmann drei Monate lang in der „Arbeiterpartei der marxistischen Einheit“ (POUM) gegen die rechtsgerichteten Putschisten unter General Francisco Franco und geriet dabei in schwere Kampfhandlungen. 1938 wurde er an der Universität Triest mit einer Arbeit über die Außenhandelspolitik promoviert und schloss sich daraufhin in Triest einer antifaschistischen Gruppe im Untergrund an, zog aber bald wieder nach Frankreich, da Benito Mussolini die ersten „Rassengesetze“ erlassen hatte. 1939 meldete er sich zu einer Ausländereinheit der französischen Armee, um der Internierung als Deutscher zu entgehen. Noch während Hirschmanns Ausbildung kam es 1940 zur Kapitulation, und er ging nach der Demobilisierung nach Lissabon, wo er Kontakt zum amerikanischen Emergency Rescue Committee fand und in Marseille als „rechte Hand“ Varian Frys agierte, der Künstlern und Intellektuellen, die vom Hitlerregime verfolgt wurden, die Emigration in die USA ermöglichen half. 1941 musste sich Hirschmann selbst in die USA absetzen, wo er seinen Namen anpasste.
Nach Fortsetzung seiner Studien in Berkeley meldete er sich 1943 erneut zum Heeresdienst zur US Army und nahm am Zweiten Weltkrieg in Nordafrika und Italien für das Office of Strategic Services teil. In dieser Zeit lernte er das Werk Albert Camus’ kennen, dessen Humanismus großen Einfluss auf sein Denken hatte. Beim Kriegsverbrecherprozess gegen den Wehrmachtsgeneral Anton Dostler fungierte er als Übersetzer. Zurück in den USA wurde er vom Aufsichtsgremium der Federal Reserve eingestellt. Unzufrieden mit den Aufgaben wechselte er zum Büro des Marshallplans von W. Averell Harriman, wo ihm die Westeuropaabteilung unterstellt wurde. Unter seinem Einfluss wurde die OEEC, ein OECD-Vorläufer, gegründet.
1952 gab er spontan seine Tätigkeit beim Marshallplan-Büro auf und ging zur Abteilung für Entwicklungspolitik bei der Weltbank, für die er vier Jahre lang in Bogotá in Kolumbien arbeitete. 1956 kehrte er in die USA zurück und lehrte in Yale, Columbia und Harvard. Seine akademische Laufbahn beschloss er am Institute for Advanced Study in Princeton. Er war in den Jahren 1990 bis 1995 Fellow am Wissenschaftskolleg zu Berlin.
Hirschman war ab 1941 mit Sarah Chapiro verheiratet. Er sprach, außer seiner Muttersprache Deutsch, Englisch, Italienisch, Spanisch und Französisch.
Am 10. Dezember 2012 starb Hirschman im Alter von 97 Jahren.

## Wirken
Hirschmans Arbeiten waren thematisch vielfältig und lassen sich kaum einer konkreten Sozialwissenschaft zuordnen. So befasste er sich mit „Politikwissenschaft, Sozialpsychologie, Philosophie, Ideengeschichte und [der] klassischen Literatur – und fast immer im kreativen Gegensatz zu den jeweils herrschenden Meinungen.“
Hirschman gilt als Possibilist, der gegen die althergebrachten Ansichten in der Ökonomie und gerade der Entwicklungsökonomie anschrieb. Possibilismus ist als Suche nach Möglichkeiten zu verstehen. In Engagement und Enttäuschung zum Beispiel stellt er sich die Frage, wie das zyklische Interesse an Politik und dann der Rückzug in die Privatsphäre vonstattengeht. Er kommt zu dem Schluss, dass eine Konsumenttäuschung zum Wechsel der Metapräferenzen führt, und daraus ergibt sich ein Interesse an politischen Tätigkeiten. Dort kann es zur Sucht oder zu einer weiteren Enttäuschung kommen, die zum Rückzug in die Privatsphäre führt.
In seinem berühmtesten Buch Exit, Voice, and Loyalty (1972; dt. Abwanderung und Widerspruch) befasste er sich mit den Reaktionen von Konsumenten auf Leistungsabfall bei Staat und Unternehmen. Er deutete darin darauf hin, dass die Menschen nicht nur die Möglichkeit des exit – des Abwanderns zur Konkurrenz –, sondern gerade im Bezug auf öffentliche Güter die Möglichkeit des voice, des kollektiven Protests, nutzten. Eine weitere Möglichkeit sei des Weiteren loyalty, die Duldung über längere Zeiträume. Alle drei Optionen stünden in einem Spannungsverhältnis zueinander, obwohl es auch Fälle gäbe, in denen gerade exit und voice sich verstärkten, was Hirschman später im Bezug auf den Zusammenbruch der DDR eingestand.
Er sah Probleme und fehlerhafte Erwartungen als wesentlichen Faktor für die Entwicklung von Kreativität und damit Innovation an. Er verglich die Herausforderung, die der Kampf gegen Indianer in Nordamerika für die europäischen Einwanderer darstellte, mit der Situation im weitgehend menschenleeren Brasilien. Unter dem Druck der Indianer hätten die Vereinigten Staaten seiner These nach stabile Institutionen und eine nationale Infrastruktur aufgebaut, während in Brasilien die Kolonialisten riesige Flächen beanspruchen konnten, ohne sie in enger Kooperation untereinander ausbauen zu müssen. Diesen Vergleich übertrug er auf die Entwicklungspolitik und lehnte es ab, Entwicklungsländern Infrastruktur und Kapital von außen zur Verfügung zu stellen. Stattdessen vertrat er einen Ansatz der Hilfe direkt bei den Menschen, die er darin unterrichten wollte, ihre konkreten Probleme vor Ort zu lösen.
Gemeinsam mit dem schwedischen Wirtschaftswissenschaftler Gunnar Myrdal gilt er als ein Begründer der wirtschaftswissenschaftlichen räumlichen Polarisationstheorie, die die Gleichgewichtsmodelle der neoklassischen Theorie kritisiert und ein Gegenmodell anbietet.
Charakteristisch für Hirschman war, dass er seine eigenen Theorien oft nach einer Zeit revidierte und kritisierte. So hieß seine letzte Sammlung von Aufsätzen Propensity to Self-Subversion (dt. Neigung zur Selbst-Unterwanderung).
Der Herfindahl-Hirschman-Index wurde nach ihm benannt.

## Auszeichnungen
- 1965: Mitglied der American Academy of Arts and Sciences
- 1979: Mitglied der American Philosophical Society[6]
- 1984: Korrespondierendes Mitglied der British Academy[7]
- 1987: Mitglied der National Academy of Sciences
- 1988: Ehrendoktorwürde des Fachbereichs Wirtschaftswissenschaft der Freien Universität Berlin
- 1989: Ehrendoktorwürde des Institut d’études politiques de Paris[8]
- 1990: Ehrendoktorwürde des Fachbereichs IV (Wirtschafts- und Sozialwissenschaften) der Universität Trier[9]
- 2013: Leontief-Preis (postum)[10]

## Veröffentlichungen
- National Power and the Structure of Foreign Trade. Univ. of California Press, Berkeley 1945.
- The Strategy of Economic Development. Yale Univ. Press, 1958, New Haven 1958 (Yale studies in economics; 10).
  - Deutsche Ausgabe: Die Strategie der wirtschaftlichen Entwicklung. G. Fischer, Stuttgart 1967.
- Exit, Voice, and Loyalty. Responses to Decline in Firms, Organizations, and States. Harvard Univ. Press, Cambridge MA 1970.
  - Deutsche Ausgabe: Abwanderung und Widerspruch. Reaktionen auf Leistungsabfall bei Unternehmungen, Organisationen und Staaten. Mohr, Tübingen 1974, ISBN 3-16-335251-0.
- The Passions and the Interests: Political Arguments for Capitalism before Its Triumph. Princeton Univ. Press, Princeton NJ 1977.
  - Deutsche Ausgabe: Leidenschaften und Interessen. Politische Begründungen des Kapitalismus vor seinem Sieg. Suhrkamp, Frankfurt am Main 1980, ISBN 3-518-06418-5.
- Shifting Involvements. Private Interest and Public Action. Princeton University Press, Princeton NJ 1982 (The Eliot Janeway Lectures on Historical Economics in Honor of Joseph Schumpeter; 1979).
  - Deutsche Ausgabe: Engagement und Enttäuschung. Über das Schwanken der Bürger zwischen Privatwohl und Gemeinwohl. Suhrkamp, Frankfurt am Main 1984, ISBN 3-518-57691-7.
- Entwicklung, Markt und Moral. Abweichende Betrachtungen. Hanser, München/Wien 1989, ISBN 3-446-15253-9.
- The Rhetoric of Reaction. Belknap Press of Harvard Univ. Press, Cambridge MA 1991, ISBN 978-0-674-76868-0.
  - Deutsche Ausgabe: Denken gegen die Zukunft. Die Rhetorik der Reaktion. Hanser, München/Wien 1992, ISBN 3-446-16529-0.
- A Propensity to Self-Subversion. Harvard Univ. Press, Cambridge MA 1995, ISBN 0-674-71558-6.
  - Deutsche Ausgabe: Selbstbefragung und Erkenntnis. Hanser, München/Wien 1996, ISBN 3-446-18753-7.
- Tischgemeinschaft. Zwischen öffentlicher und privater Sphäre. Passagen-Verlag, Wien 1997, ISBN 3-85165-267-3.
- Crossing Boundaries. Selected Writings. Zone Books, New York, NY 1998, ISBN 1-890951-04-8.